# ヨハンナ・フォン・バイエルン (1362-1386)

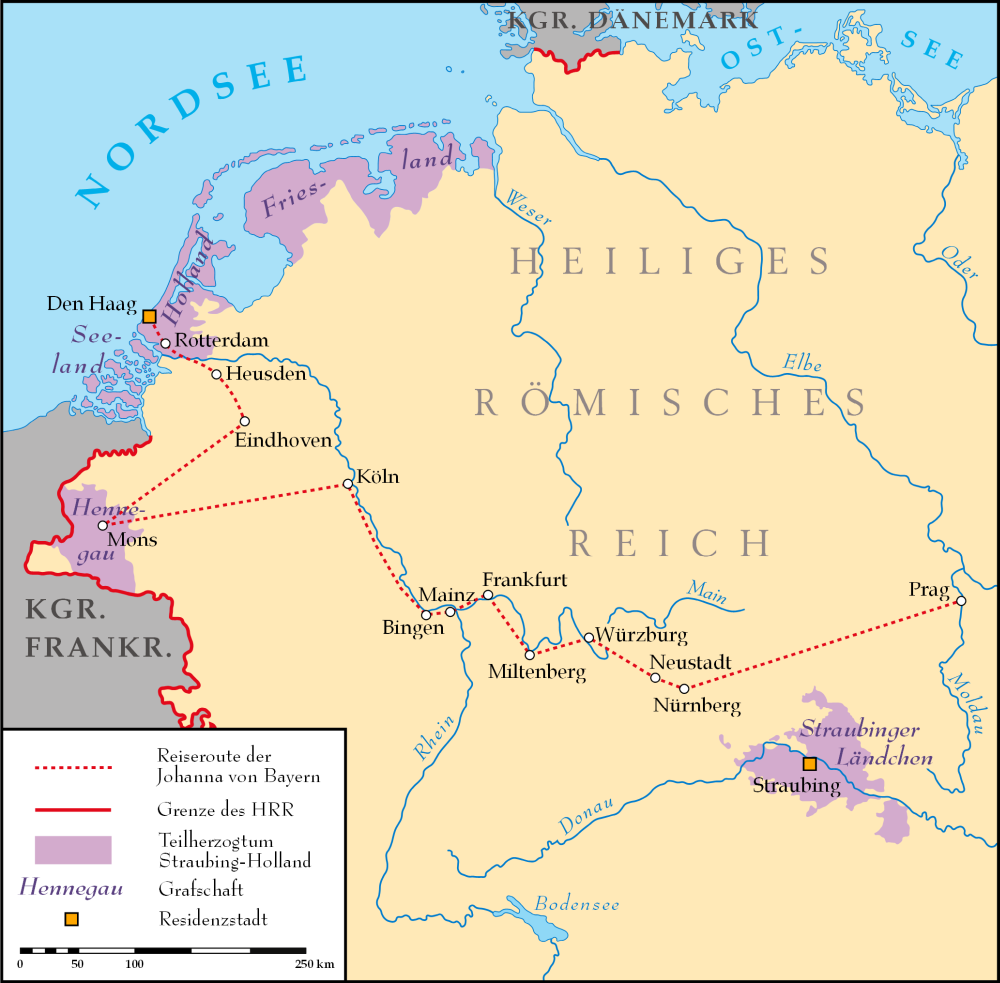
1370年にヨハンナが旅したルート

ヨハンナ・フォン・バイエルン（ドイツ語：Johanna von Bayern, 1362年 - 1386年12月31日）は、バイエルン公アルブレヒト1世（皇帝ルートヴィヒ4世の息子）の次女。1370年に8歳で後にボヘミア王・ローマ王となる9歳のヴェンツェルと結婚した。

## 生涯
1370年8月23日、ヨハンナは両親と共にデン・ハーグを出発し、ロッテルダム、ケルン、マインツおよびヴュルツブルクを経由してニュルンベルクへ向かった。ヨハンナらはヨーロッパウナギと塩漬けニシンを贈り物として持参した。9月18日、ヨハンナはニュルンベルクにおいて皇帝カール4世の代理人に引き渡された。
ヨハンナの両親がシュトラウビングの居城へ向かっている間に、ヨハンナはプラハの王宮へ連れてこられた。ヨハンナとヴェンツェルは親戚関係にあったため、9月21日にマルセイユでカール4世は教皇の特免状を手に入れ、その8日後に象徴的な結婚式が行われた。最終的に結婚式は1376年にプラハで行われた。2人の間に子供は生まれなかった。1386年12月31日、ヨハンナは夫ヴェンツェルの猟犬に襲われたことがもとで死去し、プラハ近くのシトー会のケーニヒザール修道院に埋葬された。
ヴェンツェルは1389年5月2日に、ヨハンナの従兄弟ヨハン2世の娘ゾフィー・フォン・バイエルンと再婚した。